# A Igreja de Jesus Cristo dos Santos dos Últimos Dias na Coreia do Sul
A Igreja de Jesus Cristo dos Santos dos Últimos Dias foi estabelecida na Coreia do Sul em 1951, durante a Guerra da Coreia. Entre os primeiros mórmons do país, esteve o coreano Ho Kim Jik, convertido ao concluir seus estudos nos Estados Unidos. Kim se tornou um influente líder do governo coreano e abriu o caminho para os missionários praticarem o proselitismo na Coreia.

## História

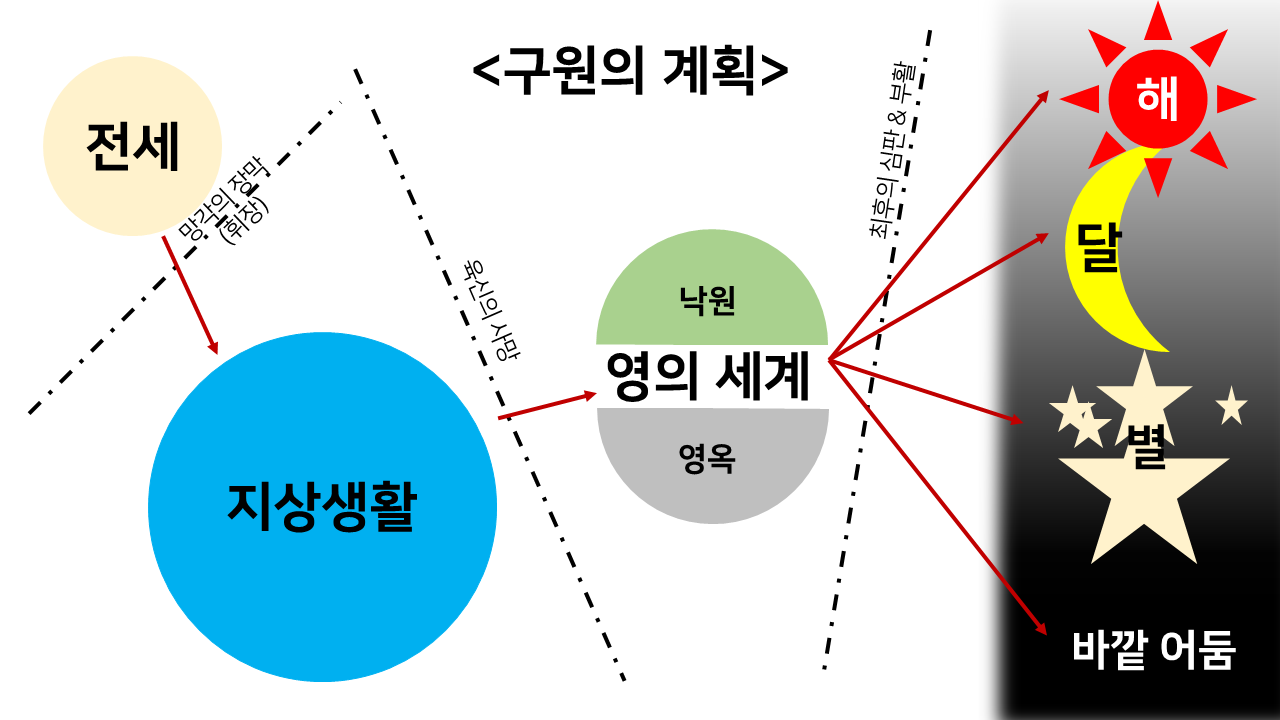
O plano de salvação, como ensinado por A Igreja de Jesus Cristo dos Santos dos Últimos Dias.

Os primeiros missionários chegaram oficialmente na Coreia do Sul em 1954. Eles aprenderam a falar o idioma coreano e ensinaram muitos jovens estudantes. A Missão Coreia do Sul Seul foi criada em 8 de julho de 1962, com sete filiais (pequenas congregações) da Igreja.
O Livro de Mórmon: Outro Testamento de Jesus Cristo foi impresso em coreano em 1967. A primeira estaca (diocese) foi criada em Seul, em 8 de março de 1973. A adesão de membros aumentou para 9 000 em 1975, e em 1983, havia quase 29 000 Santos dos Últimos Dias no país.
Um templo foi anunciada para Seul, em 1 de abril de 1981, e foi dedicado em 14 de dezembro de 1985. Quando os Jogos Olímpicos de 1988 foram realizadas na Coreia, a Universidade Brigham Young realizou na cerimônia de abertura, uma dança religiosa, vista por um público estimado de 1 bilhão de pessoas no mundo.

## Atualidade
Atualmente, na Coreia do Sul vivem 85 041 Santos dos Últimos Dias, divididos em 136 alas, 26 ramos e 23 estacas e distritos. Há também, 24 Centros de História da Família, 3 Missões e 1 templo, o Templo de Seul.